# San Leonardo de Yagüe
San Leonardo de Yagüe là một đô thị ở tỉnh Soria, Castile and León, Tây Ban Nha. Theo ước tính dân số năm 2010 của INE, đô thị này có 2293 dân. Đô thị có diện tích 60,58 km2.